# Kingston, North Dorset
Kingston är en by i grevskapet Dorset i England. Byn är belägen 20,7 km 
från Dorchester. Orten har 661 invånare (2015).